# Макалпайн, Джеймс
Джеймс Барбор Макалпайн (англ. James Barbour «J.B.» McAlpine; род. 19 октября 1901, Лондон, Англия — 23 мая 1975, Гован, Шотландия) — шотландский футболист, нападающий, лучший бомбардир в истории клуба «Куинз Парк».

## Биография
Уроженец Лондона дебютировал за «Куинз Парк» в январе 1920 года в матче Высшего дивизиона против клуба «Терд Ланарк», а в следующей встрече с «Абердином» забил свой первый гол на этом турнире. Тем не менее, молодой футболист редко выходил на поле до вылета «чёрно-белых» в Первый дивизион в сезоне 1921/22. В следующем сезоне Джеймс стал твёрдым игроком основы и внёс весомый вклад в возвращение «пауков» в элитный дивизион, а также стал главным героем волевой победы над «Селтиком» в матче Кубка Глазго.
На протяжении следующих десяти лет Джей Би был главной ударной силой «Куинз Парка». В сезоне 1928/29 он помог своему родному клубу занять пятое место в чемпионате. В 1932 году Джеймс провёл одну встречу за любительскую сборную Шотландии. Он собирался уйти из футбола по окончании сезона 1932/33, однако принял решение возобновить выступления из-за эпидемии травм в клубе. В 1934 году Джеймс сыграл свой последний матч в Высшем дивизионе против «Фалкирка». Весь город провожал «героя Хэмпдена» из футбола. Джей Би является лучшим бомбардиром в истории «пауков» (163 гола), а его рекорд по числу сыгранных матчей (473) держался восемьдесят лет, пока не был побит Россом Кэвеном.
После ухода из футбола Джеймс некоторое время был игроком в лоун боулз. В 1938 году он участвовал на Играх Британской империи в составе национальной сборной Шотландии по этому виду спорта. Выступая в парном разряде, Макалпайн и Темплтон заняли четвёртое место на этом турнире. После ухода из спорта Джеймс вошёл в структуру своего родного клуба «Куинз Парк», а в 1953—1955 годах был его президентом. Джеймс скончался в мае 1975 года. В его честь назван павильон в Малом Хэмпдене.

## Достижения

### Командные
«Куинз Парк»
- Чемпион Первого дивизиона: 1922/23

### Личные
- Лучший бомбардир в истории «Куинз Парк»: 191 гол

## Статистика выступлений
| Клуб             | Сезон            | Лига | Лига | Кубок Шотландии | Кубок Шотландии | Прочие | Прочие | Итого | Итого |
| Клуб             | Сезон            | Игры | Голы | Игры            | Голы            | Игры   | Голы   | Игры  | Голы  |
| ---------------- | ---------------- | ---- | ---- | --------------- | --------------- | ------ | ------ | ----- | ----- |
| Куинз Парк       | 1919/20          | 15   | 2    | 1               | 1               | 3      | 0      | 19    | 3     |
| Куинз Парк       | 1920/21          | 42   | 10   | 0               | 0               | 2      | 0      | 44    | 10    |
| Куинз Парк       | 1921/22          | 41   | 5    | 2               | 1               | 4      | 0      | 47    | 6     |
| Куинз Парк       | 1922/23          | 38   | 13   | 4               | 2               | 4      | 3      | 46    | 18    |
| Куинз Парк       | 1923/24          | 36   | 10   | 5               | 3               | 2      | 0      | 43    | 13    |
| Куинз Парк       | 1924/25          | 35   | 4    | 2               | 0               | 2      | 0      | 39    | 4     |
| Куинз Парк       | 1925/26          | 35   | 14   | 2               | 3               | 5      | 3      | 42    | 20    |
| Куинз Парк       | 1926/27          | 37   | 8    | 1               | 1               | 2      | 1      | 40    | 10    |
| Куинз Парк       | 1927/28          | 35   | 15   | 6               | 2               | 4      | 1      | 45    | 18    |
| Куинз Парк       | 1928/29          | 38   | 26   | 2               | 0               | 5      | 4      | 45    | 30    |
| Куинз Парк       | 1929/30          | 30   | 19   | 1               | 0               | 2      | 0      | 33    | 19    |
| Куинз Парк       | 1930/31          | 38   | 19   | 2               | 1               | 2      | 0      | 42    | 20    |
| Куинз Парк       | 1931/32          | 32   | 13   | 2               | 1               | 3      | 1      | 37    | 15    |
| Куинз Парк       | 1932/33          | 20   | 4    | 4               | 1               | 0      | 0      | 24    | 5     |
| Куинз Парк       | 1933/34          | 2    | 0    | 0               | 0               | 0      | 0      | 2     | 0     |
| Всего за карьеру | Всего за карьеру | 474  | 162  | 34              | 16              | 40     | 13     | 548   | 191   |

Источник:
- James Barbour McAlpine (англ.). QPFC.com. Дата обращения: 21 ноября 2019.